# 陸上自衛隊第15旅團
陸上自衛隊第15旅團(日語：第15旅団；平假名：だいじゅうごりょだん)是日本陸上自衛隊六個主要旅團之一。該旅團直屬於陸上自衛隊西部方面隊，主要部隊駐紮於沖繩縣那霸市，責任防區為沖繩縣全境。根據2022年發布的防衛力整備計画(2023)第15旅團預計將要升格為師團，指揮官為陸將(中將)。

## 組織架構
- 那覇駐屯地（日语：那覇駐屯地）（沖繩縣那覇市）
  - 旅团司令部及附属隊
  - 第51普通科联队
  - 第15後方支援隊
  - 第15偵察隊（日语：第15偵察隊）
  - 第15通信隊

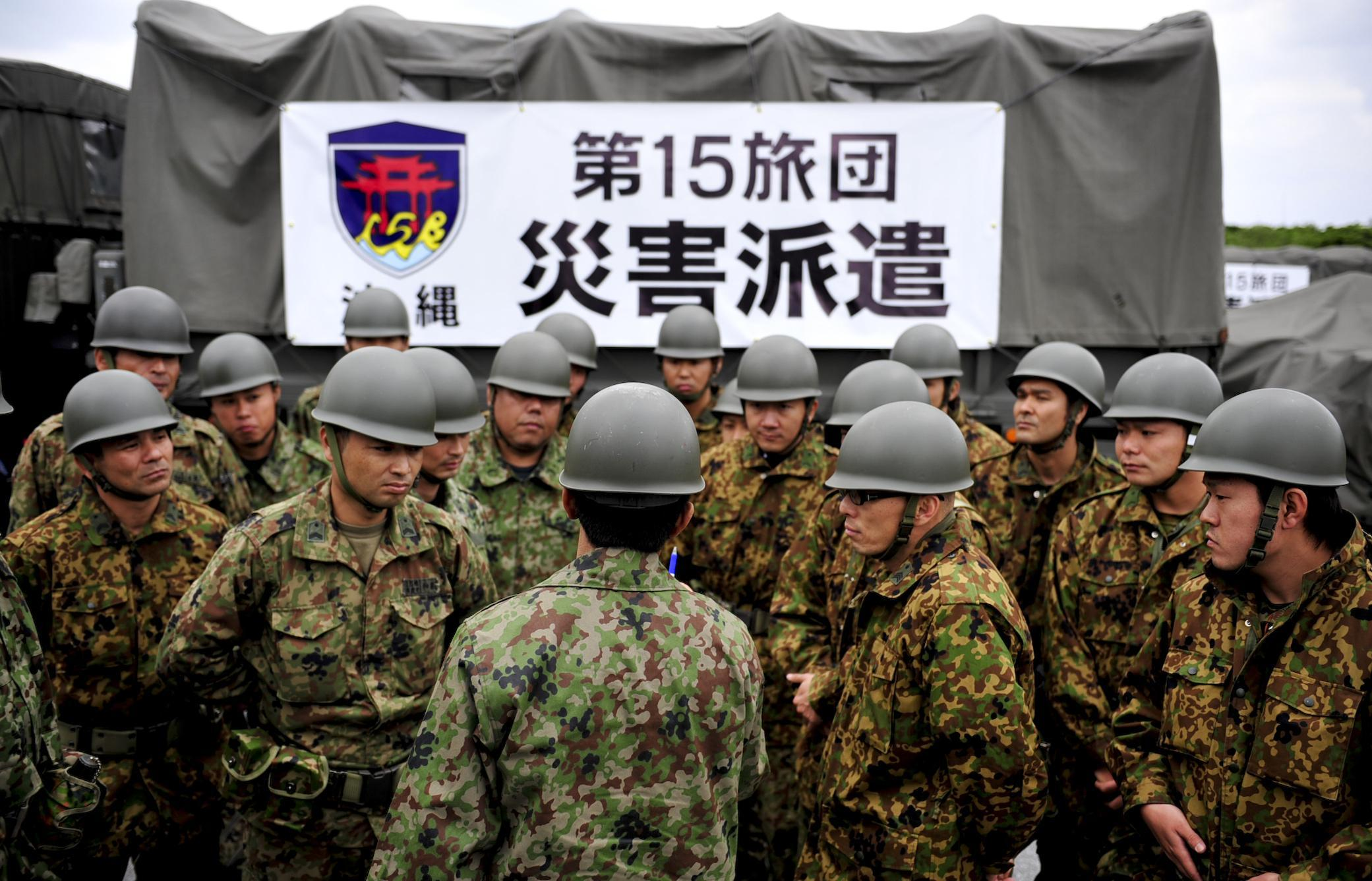
災害派遣

  - 第15直升机隊（临近航空自衛隊那霸基地内）
  - 第15施設中隊
  - 第15特殊武器防護隊
  - 第15旅団司令部付隊
  - 第101未爆弹处理隊
  - 第15音乐隊
- 宮古島駐屯地（日语：宮古島駐屯地）（沖繩縣宮古島市）
  - 宮古警備隊（日语：宮古警備隊）
- 石垣駐屯地（日语：石垣駐屯地）（沖繩縣石垣市）
  - 八重山警備隊（日语：八重山警備隊）
- 八重瀬分屯地（日语：八重瀬分屯地）（沖繩縣島尻郡八重瀨町）
  - 第15高射特科联队（日语：第15高射特科連隊）本部
- 知念分屯地（日语：知念分屯地）（沖繩縣南城市）
  - 第15高射特科联队（日语：第15高射特科連隊）第1中隊
- 勝連分屯地（日语：勝連分屯地）（沖繩縣宇流麻市）
  - 第15高射特科联队（日语：第15高射特科連隊）第2中隊
- 白川分屯地（日语：白川分屯地）（沖繩縣沖繩市）
  - 第15高射特科联队（日语：第15高射特科連隊）第3中隊
- 南与座分屯地（日语：南与座分屯地）（沖繩縣島尻郡八重瀨町）
  - 第15高射特科联队（日语：第15高射特科連隊）第4中隊

第15旅團所属第51普通科联队（步兵團）位於那霸市；第6高射特科联队（防空砲團）位於八重瀨町，主要裝備為MIM-23鷹式飛彈；第15偵察隊位於那霸市，配備87式偵察裝甲車；第15設施中隊（工兵連）位於那霸市；第15直升機隊位於那霸市，裝備UH-60JA、CH-47直升機及LR-2多用途機。

## 外部連結
- 第15旅團官方網站 (Japanese)